# Molgula sabulosa
Molgula sabulosa är en sjöpungsart som först beskrevs av Jean René Constant Quoy och Joseph Paul Gaimard 1834.  Molgula sabulosa ingår i släktet Molgula och familjen kulsjöpungar. Inga underarter finns listade i Catalogue of Life.